# 蒙托里奥-内弗伦塔尼
蒙托里奥-内弗伦塔尼（義大利語：Montorio nei Frentani），是意大利坎波巴索省的一个市镇。总面积31平方公里，人口477人，人口密度15.4人/平方公里（2009年）。ISTAT代码为070047。